# ZO! Gospel Choir
Der ZO! Gospel Choir ist ein Gospelchor aus Amsterdam, Niederlande. Die Bezeichnung des Chores ZO! steht als Abkürzung für den Gründungsort in Amsterdam-Zuidoost.

## Geschichte
Der ZO! Gospel Choir wurde im Jahr 2010 gegründet und nahm bereits im Dezember 2010 erfolgreich bei einem Chorwettbewerb eines Fernsehsenders teil, aus dem er als Sieger hervorging. Der Chor erreichte in kurzer Zeit internationale Bekanntheit und trat gemeinsam auf mit Orchestern, unter anderem mit dem Het Metropole Orkest und dem Jazz Orchestra of the Concertgebouw, sowie mit zahlreichen Gospel- und Soulsängern wie beispielsweise mit Sam Smith, Whoopi Goldberg und Candy Dulfer. Gemeinsam mit Oleta Adams fand im Jahr 2014 ein Konzert im Rahmen der weltweiten Masterpeace-Veranstaltungen im Amsterdamer Ziggo Dome statt. Der ZO! Gospel Choir tritt fortlaufend bei Konzerten und im Fernsehen auf und war an verschiedenen Studioproduktionen beteiligt. Das ausverkaufte Konzert zum fünfjährigen Bestehen des Chores fand am 5. April 2015 im Konzert- und Veranstaltungssaal Paradiso statt. Als Gastsängerin trat Sabrina Starke auf. Seit dem Beginn des Jahres 2016 baut der Chor eine Nachwuchsgruppe mit 8- bis 22-jährigen Sängern auf.